# Equitable Life Building
El edificio Life Equitable Assurance fue la sede de la Equitable Life Assurance Society de los Estados Unidos. La construcción se completó el 1 de mayo de 1870 en el número 120 de Broadway en la ciudad de Nueva York y bajo la dirección de Henry Baldwin Hyde fue el primer edificio de oficinas en contar con ascensores de pasajeros. En un entonces récord de 40 metros de altura, es considerado por algunos como el primer rascacielos del mundo. Los arquitectos fueron Arthur Gilman y Edward H. Kendall, con George B. Post como ingeniero consultor y elevadores hidráulicos realizados por la empresa Elisha Otis.

## Destrucción
El edificio, que fue descrito como a prueba de fuego, fue destruido por un incendio de grandes proporciones, el 9 de enero de 1912. Un clima extremadamente frío causó que el agua de los camiones de bomberos se congelase en el edificio. Seis personas murieron.

## Nuevo edificio
El actual Equitable Building fue terminado en 1915 en la misma parcela, y fue diseñado por Ernest R. Graham & Associates. La enorme masa del edificio nuevo fue objeto de polémica tras la Ley de Zonificación de 1916.